# Giesbach (Rhein)
Der Giesbach ist ein ca. 8,3 km langer Fluss, der im Königsforst nördlich von Forsbach am östlichen Beginn des Brück-Forsbacher-Wegs entspringt.

## Verlauf
Der Giesbach verläuft in südwestlicher Richtung und erreicht die Wassertretstelle am Rath-Forsbacher Weg. An dieser Stelle stoßen die drei Städte Köln, Bergisch Gladbach und Rösrath zusammen. Anschließend unterquert der Bach die Rösrather Straße und die Bundesautobahn 3. In der Wahner Heide fließt er südlich des Pionierübungsbeckens 3 entlang und unterquert die Bensberger Straße sowie den Heumarer Mauspfad. Auf dem Gelände des Schloss Röttens in Rath/Heumar teilt er sich in einen Haupt- und einen Nebenarm, die beide in Teichen versickern.